# Los Vikings
Los Vikings (conocidos también como Los Vikings de Usulután) es un banda de rock salvadoreña formada en Usulután, El Salvador, formada en la década de los 60's y es citado con frecuencia como el grupo ejemplar de la "época de oro del rock salvadoreño" . La banda estaba compuesta por Remberto Trejo como vocalista principal, Gustavo Larreinaga como baterista, Juan López Gonzáles como organista, Víctor Moreno como bajista, Payín Moreno como guitarrista líder, y Armando Martínez como guitarrista rítmico y coros. Después de mucho éxito durante la escena de la Nueva ola latinoamericana, el grupo pasó a estar inactivo en 1973. Los Vikings se reunieron en 2002 para ofrecer por lo menos un show.
Durante su carrera escribieron 50 canciones y grabaron 4 LP, de estos, el primer álbum Vikings, obtuvo un éxito resonado tanto en su país como en México y Estados Unidos. Entre las canciones que los hicieron famosos se encuentran: "Sentado en la verja del camino", "Y en cambio tú", "Melodía para ti" y "Cien mujeres".
Después de 40 años, su música todavía suena en algunas estaciones de radio en El Salvador, México, Australia y Estados Unidos.
El grupo se separó para perseguir sus carreras individualmente otros países.

## Reunión
Los Vikings de Usulután se reunieron nuevamente después de 40 años para participar en las Fiestas Patronales de la ciudad, Usulután. Su concierto de reunión en el parque público en Usulután ocurrió el 23 de noviembre de 2012.

## Discografía
- 19?? – La Inmensidad (DIC-1004)
- 1969 – Los Vikings (DIC/S-1022)
- 19?? – Viking's (DIC/S-1063)